# Marko Pantelić
Marko Pantelić - em sérvio, Марко Пантелић - (Belgrado, 15 de setembro de 1978) é um ex-futebolista sérvio que atuava como atacante. 

## Carreira
Atacante de origem Pantelic disputou a Copa do Mundo de 2010, com a Seleção Sérvia de Futebol.